# Мельникер, Бенджамин
Бенджамин Мельникер (англ. Benjamin Melniker; 25 мая 1913 — 26 февраля 2018) — американский кинопродюсер. Он в основном известен своими работами над фильмами про Бэтмена и сотрудничеством с Майклом Усланом. Однажды он был исполнительным продюсером MGM и работал над экранизациями фильмов с персонажами DC Comics.
Родился в Бейонне (Нью-Джерси) в семье еврейских эмигрантов из Российской империи Германа (1877—?) и Иды Лены Мельникер (1878—1955). Вырос в Бруклине.
В составе продюсеров дважды был номинирован (1994 и 1996 г.г.) и получил дневную премию «Эмми» (1995 г.) в категории «Выдающаяся детская мультипликационная программа» за мультсериал «Где находится Кармен Сандиего?».

## Фильмография
- Митчелл / Mitchell (1975)
- Выстрел / Shoot (1976)
- Болотная тварь / Swamp Thing (1982)
- Возвращение болотной твари / The Return of Swamp Thing (1989)
- Бэтмен / Batman (1989)
- Бэтмен возвращается / Batman Returns (1992)
- Бэтмен: Маска Фантазма / Batman: Mask of the Phantasm (1993)
- Бэтмен навсегда / Batman Forever (1995)
- Бэтмен и Робин / Batman & Robin (1997)
- Бэтмен и Мистер Фриз / Batman & Mr. Freeze: SubZero (1998)
- Бэтмен будущего: Возвращение Джокера / Batman Beyond: Return of the Joker (2000)
- Бэтмен: Тайна Бэтвумен / Batman: The Mystery of the Batwoman (2003)
- Женщина-кошка / Catwoman (2004)
- Сокровище нации / National Treasure (2004)
- Бэтмен: Начало / Batman Begins (2005)
- Бэтмен против Дракулы / The Batman vs. Dracula (2005)
- Константин: Повелитель тьмы / Constantine (2005)
- Тёмный рыцарь / The Dark Knight (2008)
- Мститель / Spirit (2008)
- Бэтмен: Год первый / Batman: Year One (2011)
- Тёмный рыцарь: Возрождение легенды / The Dark Knight Rises (2012)
- Лего. Фильм / The Lego Movie (2014)
- Бэтмен против Супермена: На заре справедливости / Batman v Superman: Dawn of Justice (2016)